# Rana maoershanensis
Rana maoershanensis är en groddjursart som beskrevs av Lu, Li och Jiang 2007. Rana maoershanensis ingår i släktet Rana och familjen egentliga grodor. Inga underarter finns listade i Catalogue of Life.